# Telchines (geslacht)
Telchines is een geslacht van vlinders van de familie venstervlekjes (Thyrididae).

## Soorten
- T. henrici (Snellen, 1889)
- T. lepides Whalley, 1976
- T. vialis (Moore, 1883)